# MAN 890 SG
Der MAN 890 SG war ein Anfang der 1970er Jahre von MAN vorgestellter Gelenkbus, der an die VÖV-Richtlinien für einen Standard-Linienbus angelehnt war. Dabei handelt es sich im Wesentlichen um eine Weiterentwicklung des Gelenkbusses MAN 890 UG-M16 mit Unterflurmotor zwischen Vorder- und Mittelachse und aufgesatteltem Nachläufer, der von der Firma Göppel in Augsburg hergestellt wurde. Diese Art Gelenkbus hatte durch die Lage des Dieselmotors einen höheren Fußboden als die zweiachsigen Standardbusse und die – erst ab 1978 erhältlichen – Schubgelenkbusse sowie eine gelenkte Achse im Nachläufer.
Im Jahr 1972 wurden bei MAN die Typenbezeichnungen umgestellt. Aus dem 890 SG wurde der SG 192.
Den SG 192 gab es standardmäßig mit der VÖV-Linienbus-Front, später auch mit der StÜLB-Front des Standard-Überlandbusses. Erhältlich war er auch als Überland-Gelenkbus mit 16,4 m oder 18 m Länge und unterschiedlichen Türanordnungen (Lage, einfach- oder doppeltbreit).
Da MAN bis zur Einführung des Schubgelenkbusses Mercedes-Benz O 305 G anno 1978 der einzige Komplettbus-Hersteller war, der einen Standardgelenkbus angeboten hat, war er mit gut 1300 gebauten Exemplaren sehr erfolgreich. 1980 kam mit dem SH 170 von Magirus-Deutz ein weiteres Konkurrenzprodukt zum SG 192 auf den Markt.
Im Jahr 1978 wurde er vom MAN SG 220 abgelöst, 1980 wurde die Produktion eingestellt.

## Oberleitungsbusse
1974 entstanden für den Oberleitungsbus Kaiserslautern auch zwei O-Busse auf Basis des hier behandelten Typs. Ihre Bezeichnung lautete ebenfalls SG 192, ihr Fahrzeugaufbau stammte jedoch abweichend von der Walter Vetter Karosserie- und Fahrzeugbau. Die elektrische Ausrüstung wurde von Kiepe Elektrik zugeliefert. Die beiden Wagen mit den Betriebsnummern 122 und 123 standen bis zur 1985 erfolgten Aufgabe des Kaiserslauterer Obus-Netzes in Betrieb, danach wurden sie verschrottet. Sie waren die allerersten Oberleitungsbusse auf Basis des VÖV-Standardbusses überhaupt.